# باراكويوس دي خيلوكا
بلدية باراكويوس دي خيلوكا (بالإسبانية: Paracuellos de Jiloca) هي بلدية تقع في مقاطعة سرقسطة التابعة لمنطقة أراغون شمال شرق إسبانيا.

## الديموغرافيا
بلغ عدد سكان بلدية باراكويوس دي خيلوكا 590 نسمة عام 2011 (وفقاً للمعهد الوطني الإسباني للإحصاء).
| 512 | 493 | 503 | 515 | 507 | 554 | 590 |